# Ghustang
Der Ghustang ist ein Berg im Dhaulagiri Himal, einem Teilgebirge des Himalaya in Nepal. 
Der Ghustang befindet sich 24,2 km westlich von dem Achttausender Dhaulagiri I.
Höchster Punkt ist der 6529 m hohe Nordgipfel. Der Südgipfel misst 6465 m.
Vom 3,05 km weiter östlich gelegenen Gurja Himal (7193 m) ist der Ghustang durch einen 6010 m hohen Pass getrennt. Nördlich des Ghustang strömt der Kaphegletscher in westlicher Richtung. Jenseits des Gletschers erheben sich die Siebentausender Dhaulagiri VI (7268 m) und Churen Himal (7371 m).

## Besteigungsgeschichte
Am 22. Oktober 1962 gelang James O. M. Roberts gemeinsam mit Nawang Dorje und Ang Pema die Erstbesteigung des Ghustang-Nordgipfels.